# Società Sportiva Folgore/Falciano
La Società Sportiva Folgore/Falciano, meglio nota come Folgore/Falciano o più semplicemente Folgore, è una società calcistica sammarinese con sede nella curazia Falciano del castello di Serravalle mentre i suoi colori sociali sono il rosso, il giallo e il nero.

## Storia
Fondata nel 1972, è stata la prima squadra di San Marino a partecipare ai preliminari di Coppa UEFA nel 2001, affrontando il Basilea e perdendo per 5-1 in casa e 7-0 fuori casa, con l'unica rete storica segnata da Alessandro Zanotti. 
Dopo anni in cui i risultati sportivi latitano, nel 2013-14, con l'arrivo in panchina del tecnico Nicola Berardi, la squadra di Falciano riesce a centrare la finale del campionato con La Fiorita perdendo 2-0 al San Marino Stadium. La finale, tuttavia, gli vale di diritto un posto per partecipare ai preliminari di Europa League dove incontra i montenegrini del Budućnost ed esce al primo turno perdendo 1-2 in casa, con rete di Francesco Perrotta, e 3-0 a Podgorica.
L'anno successivo, nel 2014-15, centra uno storico Double vincendo sia la Coppa Titano sia il campionato. 

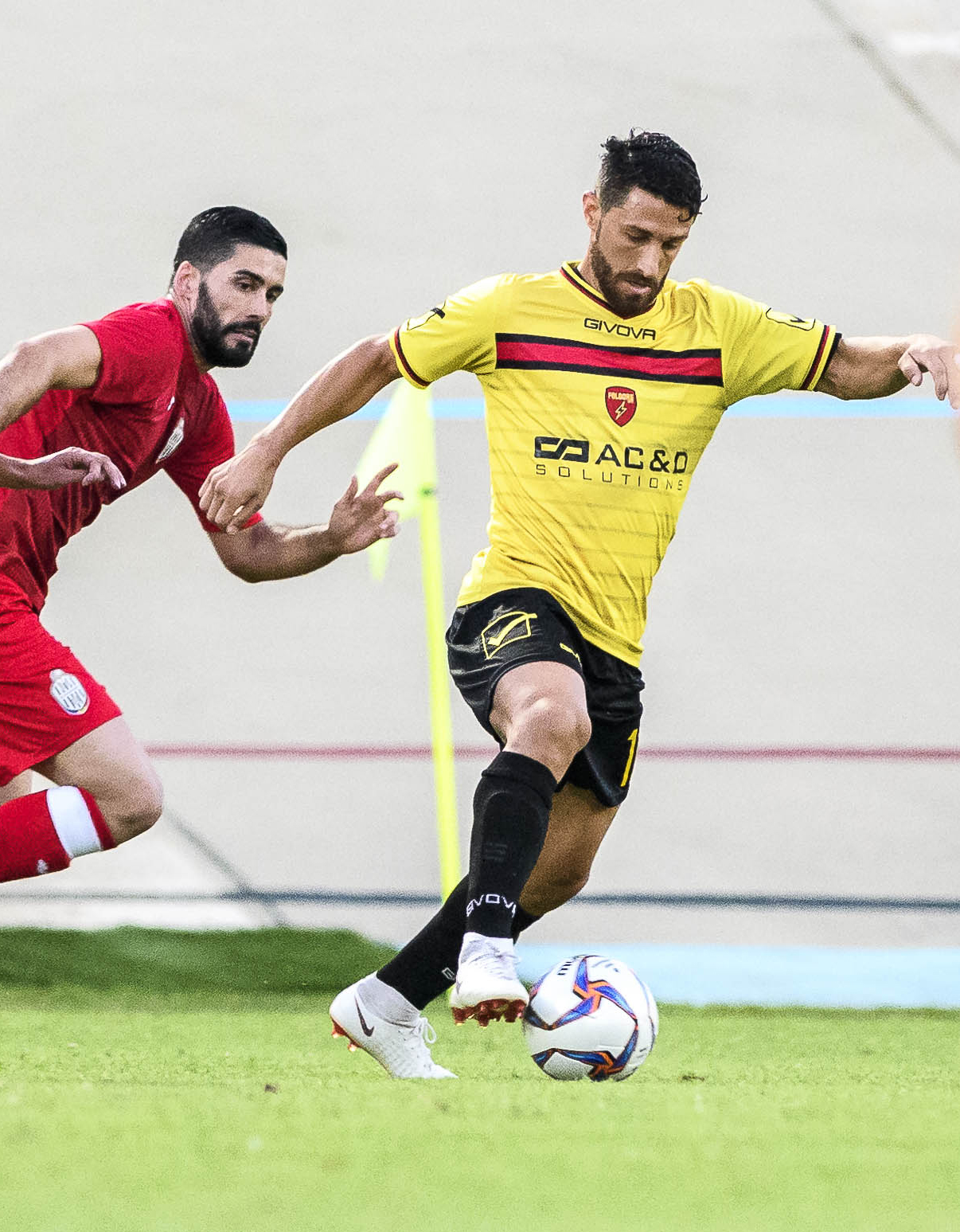
Ramiro Martín Lago con la maglia della Folgore contro l'Engordany durante l'incontro di UEFA Europa League 2018

Prende parte ai preliminari di UEFA Europa League 2018-2019, ma il cammino viene subito interrotto dagli andorrani dell’UE Engordany con una sconfitta per 2-1 rimediata in trasferta ed un pareggio tra le mura amiche.
Nella stagione 2020-2021 la Folgore torna a vincere il campionato sammarinese dopo sei stagioni. Dopo aver centrato il terzo posto durante la regular season, la formazione di Falciano, allenata da Omar Lepri, elimina Murata e Libertas nei playoff, prima di vincere la finalissima disputata contro La Fiorita grazie ad una rete di Fabio Sottile nei tempi supplementari.. 
Nella UEFA Champions League 2021-2022 viene eliminata al turno Preliminare dai campioni kosovari dal Prishtina, con il risultato di 0-2. Ripescara in UEFA Europa Conference League 2021-2022, viene eliminata dai maltesi dell'Hibernians FC, perdendo 1-3 a San Marino e 4-2 a Malta.

## Palmarès

### Competizioni nazionali
- Campionato sammarinese: 5

1996-1997, 1997-1998, 1999-2000, 2014-2015, 2020-2021
- Coppa Titano: 1

2014-2015
- Supercoppa sammarinese: 3

1997, 2000, 2015

### Altri piazzamenti
- Campionato Sammarinese

Secondo posto: 1998-1999, 2000-2001, 2013-2014, 2017-2018
- Coppa Titano

Finalista: 2018-2019
Semifinalista: 2017-2018, 2019-2020, 2020-2021, 2022-2023
- Trofeo Federale

Semifinalista: 1994, 1998, 1999
- Supercoppa sammarinese:

Finalista: 2021

## Statistiche e record

### Partecipazioni ai tornei internazionali
| Categoria                     | Partecipazioni | Debutto   | Ultima stagione |
| ----------------------------- | -------------- | --------- | --------------- |
| Coppa UEFA                    | 1              | 2000-2001 | 2000-2001       |
| UEFA Champions League         | 2              | 2015-2016 | 2021-2022       |
| UEFA Europa League            | 4              | 2014-2015 | 2018-2019       |
| UEFA Europa Conference League | 1              | 2021-2022 | 2021-2022       |

#### Risultati nei tornei internazionali
| Stagione | Torneo                        | Turno                   | Club          | Andata | Ritorno | Totale |
| -------- | ----------------------------- | ----------------------- | ------------- | ------ | ------- | ------ |
| 2000-01  | Coppa UEFA                    | Turno preliminare       | Basilea       | 1-5    | 0-7     | 1-12   |
| 2014-15  | UEFA Europa League            | 1º turno preliminare    | Budućnost     | 1-2    | 0-3     | 1-5    |
| 2015-16  | UEFA Champions League         | 1º turno qualificazioni | Pyunik        | 1-2    | 1-2     | 2-4    |
| 2016-17  | UEFA Europa League            | 1º turno preliminare    | AEK Larnaca   | 0-3    | 1-3     | 1-6    |
| 2017-18  | UEFA Europa League            | 1º turno preliminare    | Valletta FC   | 0-2    | 0-1     | 0-3    |
| 2018-19  | UEFA Europa League            | Turno preliminare       | UE Engordany  | 1-2    | 1-1     | 2-3    |
| 2021-22  | UEFA Champions League         | Turno preliminare       | Prishtina     | 0-2    | 0-2     | 0-2    |
| 2021-22  | UEFA Europa Conference League | 2º turno preliminare    | Hibernians FC | 1-3    | 2-4     | 3-7    |

### Statistiche nelle competizioni UEFA
Tabella aggiornata alla fine della stagione 2021-2022.
| Competizione                  | Partecipazioni | G  | V | N | P | GF | GS |
| ----------------------------- | -------------- | -- | - | - | - | -- | -- |
| UEFA Champions League         | 2              | 3  | 0 | 0 | 3 | 2  | 6  |
| Coppa UEFA/UEFA Europa League | 5              | 10 | 0 | 1 | 9 | 5  | 29 |
| UEFA Europa Conference League | 1              | 0  | 0 | 0 | 1 | 3  | 7  |

## Organico

### Rosa
| N. |                       | Ruolo | Calciatore          |
| -- | --------------------- | ----- | ------------------- |
| 1  | Italia (bandiera)     | P     | Davide Bicchiarelli |
| 30 | Senegal (bandiera)    | P     | Moussa Gueye        |
| 80 | Italia (bandiera)     | P     | Andrea Astolfi      |
| 2  | Italia (bandiera)     | D     | Andrea Sabbadini    |
| 3  | Italia (bandiera)     | D     | Daniel Piscaglia    |
| 5  | Italia (bandiera)     | D     | Roberto Rosini      |
| 6  | San Marino (bandiera) | D     | Giovanni Bonini     |
| 7  | San Marino (bandiera) | D     | Giacomo Francioni   |
| 9  | Italia (bandiera)     | D     | Nicholas Arrigoni   |
| 16 | Italia (bandiera)     | D     | Andrea Cappelli     |
| 28 | San Marino (bandiera) | D     | Cristian Brolli     |
| 37 | Italia (bandiera)     | D     | Giacomo Massari     |
| 77 | Italia (bandiera)     | D     | Fabio Sottile       |

| N. |                       | Ruolo | Calciatore             |
| -- | --------------------- | ----- | ---------------------- |
| 4  | Italia (bandiera)     | C     | Andrea Nucci           |
| 99 | San Marino (bandiera) | C     | Enrico Santelli        |
| 19 | San Marino (bandiera) | C     | Riccardo Aluigi        |
| 20 | Italia (bandiera)     | C     | Mirco Spighi           |
| 41 | Italia (bandiera)     | C     | Gioele Evangelisti     |
| 10 | Italia (bandiera)     | A     | Eric Fedeli            |
| 11 | Italia (bandiera)     | A     | Lorenzo Dormi          |
| 14 | San Marino (bandiera) | A     | Adolfo Hirsch          |
| 18 | San Marino (bandiera) | A     | Matteo Giardi          |
| 22 | Italia (bandiera)     | A     | William Edoardo Garcia |
| 32 | Italia (bandiera)     | A     | Enea Pilotto           |